# Příběh z Bronxu
Příběh z Bronxu (v anglickém originále A Bronx Tale) je americký kriminální film z roku 1993. Režisérem filmu je Robert De Niro. Hlavní role ve filmu ztvárnili Robert De Niro, Chazz Palminteri, Francis Capra, Lillo Brancato, Jr. a Kathrine Narducci.

## Obsazení
| Robert De Niro      | Lorenzo Anello           |
| Chazz Palminteri    | Sonny LoSpecchio         |
| Francis Capra       | Calogero Anello - 9 let  |
| Lillo Brancato, Jr. | Calogero Anello - 17 let |
| Kathrine Narducci   | Rosina Anello            |
| Taral Hicks         | Jane Williams            |
| Joe Pesci           | Carmine                  |
| Clem Caserta        | Jimmy Whispers           |